# Raión de Chiguirín
Chihirín (en ucraniano: Чигиринський район) es un raión o distrito de Ucrania en el óblast de Cherkasy. 
Comprende una superficie de 1217 km².
La capital es la ciudad de Chiguirín.

## Demografía
Según estimación 2010 contaba con una población total de 29756 habitantes.

## Otros datos
El código KOATUU es 7125400000. El código postal 20900 y el prefijo telefónico +380 4730.